# پولوویه (استان آمور)
پولوویه (به لاتین: Polevoye) یک منطقهٔ مسکونی در روسیه است که در استان آمور واقع شده‌است.